# اعتراضات چهارشنبه‌سوری ۱۳۸۸ هواداران جنبش سبز
اعتراضات جنبش سبز در چهارشنبه‌سوری ۱۳۸۸، اعتراضاتی بود که در ۲۶ اسفند ۱۳۸۸ هم‌زمان با چهارشنبه‌سوری توسط هواداران جنبش سبز صورت گرفت.

## پیش‌زمینه
فراخوان و واکنش هواداران جنبش سبز
میرحسین موسوی، مراسم چهارشنبه‌سوری را یادمان جشنواره نور علیه تاریکی خواند و از هوادران و دلبستگان جنبش سبز خواست تا نه به لباس و نماد که به اخلاق سبز باشند و مزاحمتی برای دیگران فراهم نکنند.
در ۲۰ اسفند ۱۳۸۸، زهرا رهنورد استاد دانشگاه و از مخالفان دولت ایران تأکید کرد که اگر در مراسم چهارشنبه‌سوری خشونتی رخ دهد از سوی «حاکمیت» است. وی گفت که به پاس نوروز «جنبش سبز» در روز چهارشنبه سوری شاد و سرفراز خواهد بود. او افزود: «یاد نداها، سهراب‌ها، سیدعلی‌ها، اشکان‌ها و روح‌الامینی‌ها و… را گرامی خواهیم داشت و هیچ گونه تندی و خشونتی نخواهیم ورزید.»
با این حال رهبران مخالفان دولت در روزهای پیش از چهارشنبه‌سوری از مردم برای حضور در خیابان‌ها در روز چهارشنبه‌سوری دعوت به عمل نیاوردند. بلکه تنها هواداران جنبش سبز بودند که فراخوان‌هایی را برای بیان اعتراض‌های خود در مراسم چهارشنبه سوری داده بودند.
تهدیدها، واکنش‌ها و تمهیدات مخالفان جنبش سبز
با توجه به نگرانی‌های حکومت ایران از تبدیل شدن این مراسم به صحنه‌ای برای ابراز اعتراض مخالفان، از چند روز پیش از چهارشنبه‌سوری تلاش‌هایی برای جلوگیری هر چه بیشتر از حضور مردم در خیابان‌ها در مراسم این سال صورت گرفت. همچنین برخی مسئولان امنیتی و انتظامی ایران، نسبت به امکان استفاده مخالفان دولت از مراسم آتشبازی شب چهارشنبه آخر سال برای اقدامات اعتراضی ابراز نگرانی کردند.
در ۳۰ بهمن ۱۳۸۸، احمدرضا رادان، جانشین فرمانده نیروی انتظامی، در ارتباط با مراسم چهارشنبه‌سوری این سال به کسانی که به گفته او برای مردم مزاحمت ایجاد کنند، هشدار داد. او دربارهٔ این افراد گفت: «احتمالاً تا پایان تعطیلات نوروزی در اختیار پلیس و دستگاه قضایی خواهد بود… خودروهایی هم که در چهارشنبه سوری توقیف شوند، تا پایان تعطیلات نوروز متوقف خواهند بود.» در ۱۰ اسفند ۱۳۸۸، سرهنگ خانچرلی معاون عملیات فرماندهی انتظامی تهران بزرگ، به کسانی که به گفته او قصد برهم زدن آرامش جامعه و اخلالگری در چهارشنبه سوری را داشته باشند، هشدار داد. او «آتش زدن، تعرض و تخریب اماکن عمومی و خصوصی، سوءاستفاده رسانه‌های خارجی از هیجانات مردم و درگیری با پلیس» را از جمله تهدیداتی دانست، که به گفته او ممکن بود به وجود آید. در ۲۴ اسفند، اسماعیل احمدی‌مقدم، فرمانده نیروی انتظامی با اخطار به کسانی که قادر به کنترل هیجانات خود در روز چهارشنبه پایان سال نیستند از برخورد شدید پلیس با این افراد خبر داد.
سایت دولت ایران هم چند روز مانده به چهارشنبه سوری، در روز یکشنبه ۲۳ اسفند ۱۳۸۸، پاسخ سید علی خامنه‌ای رهبر ایران، و تعدادی دیگر از روحانیان را به سؤالی در مورد مراسم «چهارشنبه سوری» منتشر کرد که آن را غیرشرعی دانسته‌بودند. در این پیام آمده بود مراسم چهارشنبه‌سوری «علاوه بر آنکه هیچ مبنای شرعی ندارد، مستلزم ضرر و فساد زیادی است که مناسب است از آن‌ها اجتناب شود».
در روزهای پیش از چهارشنبه‌سوری و در شرایطی که بعضی از مسئولان امنیتی ایران نگرانی‌هایی را در مورد احتمال استفاده مخالفان دولت از مراسم آتشبازی چهارشنبه‌سوری برای اقدامات اعتراضی مطرح کرده بودند، تمهیدات پلیس و نیروهای امنیتی برای ایجاد فضای امنیتی آغاز شد.
به منظور مقابله با ناآرامی‌های احتمالی در مراسم چهارشنبه سوری ایران، پلیس با سپاه پاسداران و نیروهای بسیج این کشور «قرارگاه مشترک» تشکیل دادند. این خبر که در ۲۴ اسفند ۱۳۸۸ از سوی پایگاه اطلاع‌رسانی پلیس ایران اعلام شد از گردهمایی تخصصی فرماندهان این نیروها دربارهٔ مسائل مربوط به چهارشنبه‌سوری و نحوهٔ استقرار نیروها در مناطق مختلف تهران خبر داد.
خبرگزاری فارس نیز در ۲۴ اسفند ۱۳۸۸ با انتشار خبری به نقل از ستاد اطلاع‌رسانی فیلم‌های نوروزی تلویزیون ایران از پخش ۱۱ فیلم و انیمیشن مطرح روز در شامگاه سه‌شنبه آخر سال (شب چهارشنبه‌سوری) خبر داد. بالا (up)، عصر یخبندان ۳، نابودگر ۴، شکارچیان ذهن، جان‌سخت ۴، ایندیانا جونز و قلمرو جمجمه بلورین، مسابقه از جمله فیلم‌هایی بود که بنا به این خبر قرار شد پخش شود. پخش این تعداد از فیلم‌های آمریکایی مطرح روز دنیا در یک روز از اتفاقات بی‌سابقه بود.
همین‌طور از روز یکشنبه ۲۵ اسفند ۱۳۸۸، نیروی انتظامی مانور ارتقای امنیت در تهران را آغاز کرد که بر اساس آن گفته می‌شد مغازه‌ها و اصناف باید روز سه‌شنبه زودتر از همیشه به خانه‌ها بروند و تردد موتورسیکلت در عصر سه‌شنبه در تهران ممنوع اعلام شد.
همچنین از جملهٔ دیگر اقداماتی که پیش از مراسم چهارشنبه انجام شد، صدور حکم اعدام برای شش تن از دستگیرشدگان روز عاشورا توسط جعفری دولت‌آبادی (دادستان وقت تهران)، و تشدید ارسال پارازیت روی شبکه‌های تلویزیونی فارسی‌زبان خارج از کشور بود. در راستای اقدامات امنیتی صورت گرفته، بسیاری از وزارتخانه‌ها، شرکت‌ها، موسسات و کارخانه‌ها از ظهر روز سه شنبه تعطیل شدند.

## اعتراضات
بر پایهٔ گزارش‌ها از تهران و دیگر شهرهای ایران در این روز، مراسم چهارشنبه‌سوری این سال در میان تدابیر شدید امنیتی برگزار شد. در این شب شمار نیروهای سپاه و بسیج در کنار مأموران نیروی انتظامی بیش از سال‌های قبل مشهود بود. همچنین شعارهای سیاسی و شعارهایی در حمایت از میرحسین موسوی نیز شنیده می‌شد.
تهران
در حالی که در این روز، مقامات دولت ایران برای مقابله با حرکت‌های اعتراضی احتمالی جدید مخالفان در شهر تهران شمار زیادی از نیروهای پلیس را به حال آماده‌باش درآورده‌بودند، اما درگیری‌هایی میان جوانان و نیروهای بسیج و مأموران یگان ویژه در شهرک اکباتان، پل سیدخندان، گیشا، یوسف آباد، نظام آباد، آریاشهر، تهرانپارس، ری و جوادیه صورت گرفت.
معترضان در نزدیکی میدان آزادی تهران اقدام به پرتاب مواد آتش‌زا به سوی نیروهای گاردی کردند. به گفتهٔ شاهدان عینی در منطقه سعادت آباد، در شمال غرب تهران، گارد ویژه برای کنترل اوضاع در چندین مرحله نیروهای خود را افزایش داد. به گفتهٔ یکی از شاهدان همچنین یک کیوسک بسیج که در سعادت آباد مستقر بوده، طعمه حریق شد. در شهرک اکباتان از بعد از ظهر با وجود برقراری ایست بازرسی و کنترل مبادی ورود و خروج شهرک و کنترل افراد و خودروها، جوانان شهرک با روشن کردن آتش مورد حمله گروهی از شبه نظامیان قرار گرفتند و درگیری شدیدی رخ داد. در حوالی پل سیدخندان نیز، گزارش‌هایی از روشن کردن کوه عظیم آتش توسط مردم و درگیری با مأموران یگان ویژه منتشر شد که بنا به گفتهٔ بعضی رسانه‌ها یکی از سربازان نیروی انتظامی به دلیل تمرد از دستور در برخورد با مردم، بازداشت شد.
منطقه نارمک و هفت حوض و فلکه اول تهرانپارس به‌خصوص خیابان‌های ۱۵۴ و خیابان بهار و خیابان رشید از ساعت سه بعد از ظهر این روز در کنترل نیروی انتظامی بود و تقریباً به فاصله هر بیست متر، سه مأمور در دوطرف این چند تا خیابان ایستاده بودند. در محله‌هایی مانند شهرک اکباتان، شهرک قدس، و سعادت آباد نیز وضع به همین شکل بود. یکی از حاضران از درگیری و پرتاب گاز اشک‌آور در تهرانپارس خبر داد اما به دلیل برپایی آتش، گازهای اشک‌آور تأثیری نداشتند.
نیروهای امنیتی در میدان‌های اصلی شهر مانند میدان انقلاب، آزادی، ونک، صنعت، ولی عصر، هفت تیر و تجریش، اتومبیل‌های گارد ویژه را پارک کرده و در هر یک از این مناطق حدود صد و پنجاه نیروی گارد موتورسوار مستقر شده بودند. در حالی که نیروهای امنیتی و موتور سواران ضد شورش، در خیابان‌های اصلی شهر حضور سنگینی داشتند، شهروندان تهرانی چهارشنبه سوری را بیشتر در محله‌های خود برگزار کردند.
در برخی خیابان‌های مرکزی تهران محدودیت‌های ترافیکی ایجاد شده بود و از ورود موتورسواران به بسیاری محدوه‌ها ممانعت می‌شد. مأموران شهرداری نیز سطل‌های زباله پلاستیکی را از ابتدای صبح از خیابان‌های پرتردد جمع کرده و در بسیاری از موارد زباله‌ها روی زمین ریخته شده بود، با این حال در مناطقی مانند خیابان رودکی، ونک و امیرآباد برخی سطل‌های زباله توسط شهروندان به آتش کشیده شده بود. چراغ‌های بسیاری از خیابان‌ها هم از آغاز شب خاموش شده بود و صدای انفجار توأم با فضای تاریک تداعی‌گر حس اضطراب بود.
ساجدی‌نیا، رئیس پلیس تهران گفت تا ساعت ۲۱ و ۳۰ دقیقه هیچ‌گونه تیراندازی از سوی مأموران پلیس صورت نگرفته‌است.
همچنین در این شب بانگ الله اکبر از پشت‌بام‌های محله‌های شمالی، شرقی و غربی تهران بلند شد.
دیگر شهرهای ایران
بر پایهٔ برخی گزارش‌ها، مراسم چهارشنبه‌سوری در نقاط مختلف ایران، به‌خصوص در تهران، اصفهان، شیراز و مشهد با برخی برخوردها بین نیروی انتظامی و شماری از جوانان شرکت‌کننده همراه بود.
همچنین اعتراضات در شاهین‌شهر، بروجرد، کازرون و رشت نیز صورت گرفت و گزارش‌هایی از این مراسم در ارومیه، بابلسر و رشت وجود داشت.
در شیراز درگیری و زدوخورد شدید مأموران در بلوار زرهی و خیابان پاسداران و بازداشت تعدادی از جوانان روی داد. بر پایهٔ خبری از فعالان حقوق بشر و دموکراسی ایران، واحدهایی از تیپ ۵۵ هوابرد شیراز از اجرای فرمان سرکوب و ممانعت مردم از برگزاری مراسم چهارشنبه‌سوری در شیراز سرباز زدند.
همزمان در چند نقطه اصفهان از جمله چهار باغ بالا و خیابان هاتف نیز درگیری‌های بسیارشدیدی بین مردم و برپاکنندگان آتش و سنت چهارشنبه سوری با مأموران رخ داد.
در مشهد با وجود تدابیر شدید امنیتی، گروه زیادی از جوانان و مردم، از نخستین ساعات غروب به برپایی آتش‌بازی و گرامی‌داشت سنت دیرینه دست زدند و همین موضوع نیز موجب درگیری‌های پراکنده‌ای شد.

## دستگیرشدگان و آسیب‌دیدگان
به گفتهٔ احمدرضا رادان، جانشین فرمانده نیروی انتظامی ایران در این روز نزدیک به ۵۰ نفر به علت «ایجاد مزاحمت برای مردم» دستگیر شدند. رادان در عین حال گفت که در حوادث مختلف این شب ۲۰۰ نفر هم مجروح شدند.